# Теммі Петтерсон
Теммі Петтерсон (англ. Tammi Patterson; нар. 3 січня 1990) — колишня австралійська тенісистка.
Найвищу одиночну позицію світового рейтингу — 289 місце досягла 21 лютого 2011, парну — 215 місце — 23 жовтня 2017 року.
Здобула 1 одиночний та 10 парних титулів.

## Фінали ITF

### Одиночний розряд: 2 (1–1)
| Легенда          |
| ---------------- |
| турніри $100,000 |
| турніри $80,000  |
| турніри $50,000  |
| турніри $25,000  |

| Фінали за покриттям |
| ------------------- |
| Тверде (1–1)        |
| Ґрунт (0–0)         |
| Трава (0–0)         |
| Килим (0–0)         |

| Результат | W–L | Дата     | Турнір                           | Рівень | Покриття | Суперниця        | Рахунок  |
| --------- | --- | -------- | -------------------------------- | ------ | -------- | ---------------- | -------- |
| Поразка   | 0–1 | Лис 2013 | Bendigo International, Австралія | 50,000 | Тверде   | Кейсі Деллаква   | 3–6, 1–6 |
| Перемога  | 1–1 | Чер 2017 | ITF Токіо, Японія                | 25,000 | Тверде   | Пеангтарн Пліпич | 6–3, 6–2 |

### Парний розряд: 21 (10–11)
| Легенда         |
| --------------- |
| турніри $60,000 |
| турніри $25,000 |
| турніри $15,000 |
| турніри $10,000 |

| Фінали за покриттям |
| ------------------- |
| Тверде (5–7)        |
| Ґрунт (3–3)         |
| Трава (1–0)         |
| Килим (1–1)         |

| Результат | Ранг | Дата              | Турнір                        | Покриття | Партнерка        | Суперниці                            | Рахунок             |
| --------- | ---- | ----------------- | ----------------------------- | -------- | ---------------- | ------------------------------------ | ------------------- |
| Перемога  | 1.   | 14 липня 2008     | ITF Фрінтон, Велика Британія  | Трава    | Емелін Старр     | Джейд Кертіс Елізабет Томас          | 6–3, 7–5            |
| Перемога  | 2.   | 20 червня 2009    | ITF Алкобаса, Португалія      | Тверде   | Шеннон Голдс     | Моніка Ґорні Джейд Віндлі            | 3–6, 6–2, [10–4]    |
| Поразка   | 1.   | 29 червня 2009    | ITF Кремона, Італія           | Ґрунт    | Аленка Губачек   | Бенедетта Давато Ліза Сабіно         | 5–7, 3–6            |
| Перемога  | 3.   | 24 травня 2010    | ITF Веленє, Словенія          | Ґрунт    | Аленка Губачек   | Катержина Крамперова Павла Шмідова   | 6–1, 3–6, 6–4       |
| Перемога  | 4.   | 6 вересня 2010    | ITF Кернс, Австралія          | Тверде   | Олівія Роговська | Тайра Келдервуд Ноппаван Летчівакарн | 6–3, 7–6(3)         |
| Поразка   | 2.   | 14 вересня 2010   | ITF Дарвін, Австралія         | Тверде   | Аленка Губачек   | Їдзіма Куміко Сема Юріка             | 4–6, 1–6            |
| Перемога  | 5.   | 15 листопада 2010 | ITF Веллінгтон, Нова Зеландія | Тверде   | Тімеа Бабош      | Ярміла Вулф Джейд Гоппер             | 6–3, 6–2            |
| Поразка   | 3.   | 27 серпня 2012    | ITF Кернс, Австралія          | Тверде   | Тайра Келдервуд  | Монік Адамчак Вікторія Ларр'єр       | 2–6, 6–1, [5–10]    |
| Поразка   | 4.   | 5 жовтня 2013     | ITF Перт, Австралія           | Тверде   | Монік Адамчак    | Сема Юріка Сема Еріка                | 5–7, 1–6            |
| Поразка   | 5.   | 13 жовтня 2013    | ITF Маргарет-Рівер, Австралія | Тверде   | Монік Адамчак    | Ноппаван Летчівакарн Аріна Родіонова | 2–6, 6–3, [8–10]    |
| Поразка   | 6.   | 5 квітня 2014     | ITF Ґлен-Айрис, Австралія     | Ґрунт    | Еллен Перес      | Джессіка Мор Александрина Найденова  | 4–6, 2–6            |
| Перемога  | 6.   | 28 березня 2015   | ITF Морнінґтон, Австралія     | Ґрунт    | Прісцілла Хон    | Мана Аюкава Окуно Аяка               | 6–4, 7–6(4)         |
| Перемога  | 7.   | 3 квітня 2015     | ITF Мельбурн, Австралія       | Ґрунт    | Прісцілла Хон    | Агата Бараньська Сандра Заневська    | 2–6, 6–4, [12–10]   |
| Перемога  | 8.   | 2 жовтня 2015     | ITF Твід-Гедс, Австралія      | Тверде   | Кімберлі Біррелл | Дальма Гальфі Прісцілла Хон          | 6–7(3), 6–3, [10–8] |
| Перемога  | 9.   | 19 лютого 2016    | ITF Перт, Австралія           | Тверде   | Катажина Пітер   | Han Na-lae Чан Су Джон               | 4–6, 6–2, [10–3]    |
| Поразка   | 7.   | 24 лютого 2017    | ITF Перт, Австралія           | Тверде   | Олівія Роговська | Намігата Дзюнрі Саваянагі Ріко       | 6–4, 5–7, [6–10]    |
| Перемога  | 10.  | 20 травня 2017    | Kurume Cup, Японія            | Килим    | Кейті Данн       | Хаясі Еріна Робу Кадзітані           | 6–7(3), 6–2, [10–4] |
| Поразка   | 8.   | 27 травня 2017    | ITF Каруїдзава, Японія        | Килим    | Окуно Аяка       | Тіса Хосонума Канако Морісакі        | 5–7, 3–6            |
| Поразка   | 9.   | 22 липня 2017     | Stockton Challenger, США      | Тверде   | Шанель Сіммондс  | Юс'ю Мейтейн Арконада Софія Кенін    | 6–4, 1–6, [5–10]    |
| Поразка   | 10.  | 22 вересня 2017   | ITF Пенріт, Австралія         | Тверде   | Олівія Роговська | Нейкта Бейнз Ебігейл Тере-Апіса      | 0–6, 5–7            |
| Поразка   | 11.  | 1 липня 2018      | ITF Штутгарт, Німеччина       | Ґрунт    | Аніта Гусарич    | Іріна Фетекау Аймет Ускатегі         | 2–6, 6–3, [4–10]    |